# Reda Acimi
Reda Acimi est un footballeur international algérien né le 25 mai 1969 à Oran. Il évoluait au poste de gardien de but.

## Carrière
- 1987-1991 :  ASM Oran
- 1991-1993 :  MC Oran
- 1993-1995 :  WA Tlemcen
- 1995-1996 :  MC Oran
- 1996-1997 :  FC Atlas Bruxelles
- 1997-2004 :  MC Oran
- 2004-2005 :  ASM Oran
- 2005-2007 :  MC Oran
- 2007-2008 :  SK Wichelen

## Palmarès

### En club
- Champion d'Algérie en 1992 et 1993 avec le MC Oran.
- Vainqueur de la coupe d'Algérie en 1996 avec le MC Oran.
- Finaliste de la coupe d'Algérie en 1998 et 2002 avec le MC Oran.
- Vainqueur de la coupe de la ligue d'Algérie en 1996 avec le MC Oran.
- Vainqueur de la coupe de la ligue d'Algérie en 2000 avec le MC Oran.
- Vice-champion d'Algérie en 1991 avec l'ASM Oran.
- Vice-champion d'Algérie en 1996 et 2000 avec le MC Oran.
- Vainqueur de la coupe arabe des vainqueurs de coupe en 1998 avec le MC Oran.
- Vainqueur de la supercoupe arabe en 1999 avec le MC Oran.
- Finaliste de la coupe arabe des clubs champion en 2001 avec le MC Oran.

### Avec l'équipe d'Algérie
Le tableau suivant indique les rencontres de l'équipe d'Algérie dans lesquels Reda Acimi a été sélectionné depuis le 14 août 1992 jusqu'à 2 décembre 1995.